# Maruschka Detmers
Maruschka Detmers (Schoonebeek (Drente), 16 de desembre de 1962) és una actriu neerlandesa.

## Biografia
Detmers es va mudar a França sent una adolescent, on va captar l'atenció del director Jean-Luc Godard. En 1983, va realitzar el seu debut dramàtic a Prénom Carmen.
Des d'aquesta pel·lícula que la va donar a conèixer, Maruschka Detmers ha liderat una carrera internacional, treballant a França, a Alemanya, als Estats Units (Els reis del mambo d'Arne Glimcher), a Israel (Hannah's War de Menahem Golan), o fins i tot a Itàlia (Come sono buoni i bianchi! de Marco Ferreri, Rewind de Sergio Gobbi). El 1986, Diavolo in corpo va causar un escàndol a causa d'una escena de fel·lació, per primera vegada al cinema convencional.
A França, Maruschka Detmers aconsegueix conciliar el cinema popular i el Cinema d'autor, treballant amb directors tan diversos com Claude Zidi, Jacques Doillon, Éric Barbier, Daniel Vigne o fins i tot Manuel Poirier.
El 1988, va conèixer l'actor Thierry Fortineau, amb qui va tenir una filla, Jade Fortineau (actriu). La seva relació va acabar poc abans de la seva mort, el febrer de 2006.
El 2007, després d'una temporada al teatre a l'obra L'Arbre de joie (al costat de François Berléand), va interpretar el paper principal a la comèdia romàntica Robert Zimmermann wundert sich über die Liebe de Leander Haußmann el 2008 i va aparèixer en una pel·lícula de Frédéric Berthe, Nos 18 ans, amb Michel Blanc.

## Filmografia

### Cinema
- 1983 : Prénom Carmen de Jean-Luc Godard : Carmen X.
- 1983 : Le Faucon de Paul Boujenah : esposa de Zodiak.
- 1984 : La Pirate de Jacques Doillon : Carole. Nominada al César a la millor actriu secundària 1985.
- 1984 : La Vengeance du serpent à plumes de Gérard Oury : Laura.
- 1986 : Diavolo in corpo de Marco Bellocchio : Giulia.
- 1988 : Ya bon les blancs de Marco Ferreri : Nadia.
- 1988 : Hannah's War de Menahem Golan: Hanna.
- 1989 : Comédie d'été de Daniel Vigne : Vicky.
- 1989 : Deux de Claude Zidi : Hélène Müller.
- 1991 : Le Brasier de Éric Barbier : Alice.
- 1992 : Els reis del mambo d'Arne Glimcher : Delores Fuentes.
- 1994 : Elles n'oublient jamais de Christopher Frank : Anne.
- 1996 : The Shooter de Ted Kotcheff : Simone Rosset.
- 1996 : Méfie-toi de l'eau qui dort de Jacques Deschamps : Françoise.
- 1997 : Comme des rois de François Velle : Elizabeth.
- 1998 : Rewind de Sergio Gobbi : Marianne Legrand.
- 1999 : St. Pauli Nacht de Sönke Wortmann : Ulrike.
- 2001 : Te quiero de Manuel Poirier : Murielle.
- 2008 : Orange Juice de Ronan Moucheboeuf : Hélène. Curtmetratge.
- 2008 : Robert Zimmermann wundert sich über die Liebe de Leander Haußmann : Monika.
- 2008 : Nos 18 ans de Frédéric Berthe : la mare de Clémence.
- 2015 : Ventoux de Nicole van Kilsdonk : Laura.
- 2021 : cAtherinE de Hervine de Boodt : Cathy.

### Televisió
- 1985 : Via Mala, minisèrie de 3 episodis de Tom Toelle : Silvie Lauretz.
- 1985 : Lime Street, sèrie de televisió, 1 episodi: Princesa Christina.
- 1992 : Armen et Bullik, telefilm de John Goldsmith : Marion.
- 1998 : Clarissa, telefilm de Jacques Deray : Clarissa.
- 1998 : Sommergewitter, telefilm de Dagmar Damek : Hanna Lorenz.
- 2001 : Zugvögel der Liebe, telefilm de Richard Engel : Julia Klimt.
- 2001 : Mère, fille : Mode d'emploi, telefilm de Thierry Binisti : Florence Anselme. Millor actriu del Luchon International Film Festival 2002.
- 2003 : Mata Hari, la vraie histoire, telefilm d'Alain Tasma : Mata Hari.
- 2003 : Jean Moulin, une affaire française, telefilm de Pierre Aknine : Gilberte Riedlinger.
- 2003 : Capitaine Lawrence, telefilm de Gérard Marx : Natacha Lawrence.
- 2004 : Le Père Goriot, telefilm de Jean-Daniel Verhaeghe : Vescomtessa de Beauséant.
- 2004 : Mon fils cet inconnu, telefilm de Caroline Huppert : Laurence.
- 2005 : Disparition, minisèrie de Laurent Carcélès : Alice.
- 2010 : Les Frileux, telefilm de Jacques Fansten : Sophie Dornival.
- 2010 : Männer lügen nicht, telefilm de Bettina Woernle : Barbara Lenzig.
- 2012 : Els xicotets assassinats d'Agatha Christie, sèrie de televisió, episodi 11 Le Couteau sur la nuque de Renaud Bertrand : Sarah Morlant.
- 2012 : RIS police scientifique, telefilm, temporada 7, episodis 1 i 2 : Capitana Legrain.
- 2012 : Caïn, sèrie de televisió de Bertrand Arthuys, episodi Dans la peau : Laure Leuwen.
- 2013 : La Source, sèrie de televisió de Xavier Durringer : Esther Lacanal.
- 2016 : Marseille, sèrie de televisió de Dan Franck : Sabine Avery.
- 2016 : L'Île aux femmes, telefilm d'Éric Duret : Gaëlle Hersant.

### Teatre
- 2007 : L’Arbre de joie de Louis-Michel Colas i David Khayat, dirigida per Christophe Lidon, théâtre de la Gaîté-Montparnasse
- 2008 : Rock'N'Roll de Tom Stoppard, dirigida per Daniel Benoin
- 2009 : Nathalie... de Philippe Blasband, dirigida per Christophe Lidon,[5] théâtre Marigny
- 2012 : Les Larmes amères de Petra Von Kant de Rainer Werner Fassbinder, dirigida per Philippe Calvario, théâtre de l'Athénée.